# Albin Julius
Albin Julius, celým jménem Albin Julius Martinek (16. října 1967 – 4. května 2022) byl rakouský hudebník. Jeho hlavní hudební projekt nese název Der Blutharsch. Jeho rodina pochází z Jihlavy.
Julius založil spolu s Alzbeth, jeho tehdejší přítelkyní, darkfolkově-orchestrální skupinu, zaměřenou na historii The Moon Lay Hidden Beneath a Cloud. Po rozpadu skupiny spolupracoval s Douglasem P. z Death In June na albech Operation Hummingbird a Take Care & Control. Skupinu Der Blutharsch založil v roce 1996 a prvním počinem bylo eponymní vinylové album, které vyšlo v nákladu 250 kopií. Skupina se v začátcích věnovala industriální, neofolkové ambientní a vojenské hudbě, ale v průběhu let se přesouvala k neopsychedelii a krautrocku. Původně sólový projekt se rozrostl o více hudebníků a časem se i název změnil na Der Blutharsch And The Infinite Church Of The Leading Hand. Julius dále spolupracoval s Douglasem P. a Boydem Ricem na albu Boyd Rice and Friends Wolfpact.
Julius vydal všechnu hudbu Der Blutharsch na svém vlastním labelu Wir Kapitulieren Niemals (WKN, německy Nikdy se nevzdáme). Založil také  label Hau Ruck!, který vydává alba dalších neofolkových a industriálních skupin.
I díky napojení na Olaf Olafsonn and the Big Bad Trip, často koncertoval v Česku a to jak s kapelou Der Blutharsch, tak i sólově.

## Diskografie

### La Maison Moderne

#### EP
- Day After Day (2000)

### The Moon Lay Hidden Beneath a Cloud

#### Album
- The Moon Lay Hidden Beneath A Cloud (1993)
- Amara Tanta Tyri (1994)
- A New Soldier Follows The Path Of A New King (1995)
- Were You Of Silver, Were You Of Gold (1996)
- The Smell Of Blood But Victory (1997)

#### Live
- Live at Wolfsmond Festival (2016)

### Death in June

#### Album
- Take Care And Control (1998)
- Operation Hummingbird (1998)
- Heilige! (1998)
- Take Care And Control (1998)

#### Live
- Live At Gjuro II - Zagreb 1998 (1998)

### Boyd Rice & Fiends

#### Album
- Wolf Pact (2002)

#### Singly
- The Registered Three (2002)

### Fragola Nera

#### Singly
- SPQR (2003)

### Der Blutharsch

#### Album
- Der Blutharsch (1996)
- Der Sieg des Lichtes ist der Lebens Heil! (1998)
- Der Gott der Eisen wachsen liess (1998)
- Gold gab ich für Eisen (1999)
- The Pleasures Received in Pain (1999)
- The Long Way Home (2000)
- The Track of the Hunted (2000)
- When all else fails! (2002)
- Time is thee enemy! (2004)
- Speech of Truth Will Be Eternal (2004)
- When Did Wonderland End? (2005)
- The Philosopher's Stone (2007)
- Kreuzung Drei (2008) / split s Reutoff
- Flying High! (2009)
- A Night Of Confusion (2009)

#### Live
- Live At The Monastery (2005)
- Live In Copenhagen (2006)
- Live In Leiden (2010)
- Live in Praha (2010)

### Der Blutharsch And The Infinite Church Of The Leading Hand

#### Alba
- The Story About The Digging Of The Hole And The Hearing Of The Sounds From Hell (2011)
- Der Blutharsch And The Infinite Church Of The Leading Hand (2011) / kolaborace s Aluk Todolo
- The End Of The Beginning (2012)
- The Cosmic Trigger (2013)
- Joyride (2015)
- Sucht & Ordnung (2016)
- What Makes You Pray (2017)
- Desire (2018) / kolaborace s White Hills
- Wish I Weren't Here (2019)
- Rejoice (2021)
- Dream Your Life Away (2022)

#### Live
- Praha, 8th March 2012 (2013)
- Leipzig, 25th September 2009 (2015)
- Wroclaw, 11th November 2011 (2017)